# Руки Орлака (фільм, 1924)
«Руки Орлака» (нім. Orlac’s Hände, 1924) — фільм знятий за однойменним романом Моріса Ренара.

## Сюжет
У числі жертв страшної залізничної катастрофи опинився знаменитий піаніст Орлак (Конрад Фейдт). Доставлений в несвідомому стані у лікарню, він відразу потрапляє на операційний стіл. Лікарі докладають усіх можливих зусиль, щоб врятувати понівечені руки піаніста. Прокинувшись, він не відчуває своїх щільно забинтованих рук. Стан важкий, але лікарі не вважають його безнадійним.
Після зняття бинтів Орлак переконується, що його руки цілі, але вони сталі невпізнанні. Найбільше тривожить піаніста питання, чи зможуть тепер його руки грати на роялі? З часом зможуть, запевняють лікарі. Орлак поступово видужує, проте у нього не слабшає відчуття, що руки у нього якісь чужі, що вони не хочуть йому підкорятися.
Якось Орлак отримує листа, в якому повідомляється, що він втратив обидві руки в катастрофі. Прославлений хірург приростив піаністові руки, оперативним шляхом відібрані у автора листа, злочинця, засудженого до страти. Йому вдалося втекти, тепер він на волі, але приречений на голод. Його руками користується Орлак. По справедливості той повинен забезпечити людину, що віддала свої руки.
Тепер Орлаку стає зрозумілим, чому руки здаються йому чужими. Піаніст, переконавшись, що чужі руки його не слухаються, приймає рішення виконати пред'явлену йому вимогу. Орлак йде у вказане йому потаємне місце. Там він зустрічає людину, що загорнулася в широкий чорний плащ. Незнайомець відкриває його і простягає Орлаку замість рук два жахливих залізних крюка. Напад безумства туманить свідомість Орлака.
Несподівано справа приймає абсолютно несподіваний оборот. Входять поліцейські з револьверами. Один з них зриває з незнайомця протези і виявляє цілі і здорові руки. Поліцейський пояснює, що людина в плащі — небезпечний злочинець — шантажував Орлака, маючи намір виманити у нього велику суму грошей. Орлак звільнився від кошмару, що пригноблював його, знову увірував у свої сили і майбутнє.

## В ролях
- Конрад Фейдт — Пауль Орлак
- Александра Зоріна — Івона Орлак
- Кармен Картельєррі — Регіна
- Фріц Кортнер — Нера
- Пауль Асконас — Сервант
- Фріц Штрассни — батько Орлака

## Цікаві факти
- Вважається, що «Руки Орлака» був останнім експресіоністським фільмом режисера Роберта Віне[1].